# Мірінда
Мірінда (англ. і ісп. Mirinda) — бренд газованого безалкогольного напою, який спочатку був створений в Іспанії в 1959 році, з 1970 року належить компанії PepsiCo. Його назва походить від перекладу есперанто «чудовий» або «дивовижний».
Доступні смаки: апельсин, цитрус, грейпфрут, яблуко, полуницю, малина, ананас, гранат, банан, маракуя, лимон  гібіскус, ваніль, гуарану, мандарин, грушу, кавун, а також кавун. Це частина зони напоїв, яку часто називають сегментом смаку, що включає газовані та негазовані напої зі смаком фруктів. Апельсиновий смак Mirinda зараз становить більшу частину продажів Mirinda в усьому світі після значної зміни позиціювання бренду на цей смак на початку 1990-х років.

## Історія
Напій було створено в Іспанії 1958 року. 1970-го права на його виробництво і розповсюдження придбала «PepsiCo». Він став доступним у Сполучених Штатах наприкінці 2003 року з двомовною етикеткою й спочатку продавався за зниженою ціною, імовірно, щоб стати конкурентом бренду Coca-Cola Fanta. З 2005 року ароматизатори Mirinda здебільшого продаються під брендом Tropicana Twister Soda у Сполучених Штатах, за винятком Гуаму, де Pepsi почала продавати їх під брендом Mirinda у 2007 році (замінивши Chamorro Punch Orange).
PepsiCo також намагалася продати Mirinda в Бразилії наприкінці 1996 року, але кампанію було припинено в 1998 році після слабких продажів, залишаючи виробництво місцевого бренду Sukita.
В Італії він продається під брендом Slam.

## Mirinda в Україні

Логотип без стилізованої літери "М"

Вперше напій у вигляді імпортованої продукції було представлено українському споживачеві на початку 90-х років. Після кількарічної відсутності на місцевому ринку продажі Мірінди були поновлені 2013 року. А безпосередній розлив в Україні почався 2014 року, на виробничому комплексі PepsiCo у селі Мішково-Погорілове, Миколаївської області.
Mirinda в Україні випускається в упаковуванні 0,33, 0,5, 1, 1,5 і 2 л. Найпопулярнішим смаком є апельсиновий. У лютому 2017 року PepsiCo розширила лінійку напоїв Mirinda, представивши смак ананасу.

## Реклама та останні події
Рекламні кампанії Мірінда протягом багатьох років містили кампанію «Мірінда Вумен» 1970-х років. У рекламі «Мірінда Крейвер», створеній Джимом Хенсоном з 1975 по 1978 рік, з'явився монстра, на ім'я Мірінда Крейвер (у виконанні Боба Пейна та озвученого Алленом Свіфтом), який жадав напоїв Мірінда і робив усе, щоб отримати його. Оскільки Мірінда Крейвер була живою мапетом, виконувати Мірінду Крейвер Пейну допомагали Луїза Голд, Дейв Холман або Фаз Фазакас, керуючи однією з рук, рухомими очима та крутячи волоссям Мірінди Крейвер.
У кампанії між 1994 і 1996 роками використовувався слоган «The Taste is in Mirinda» з Blue Man Group. На деяких ринках, у тому числі в Мексиці, кампанія Blue Man Group перезапустила Mirinda від позиціювання на багато смаків до бренду, орієнтованого виключно на апельсиновий смак. Кампанія Blue Man Group показала, що Blue Man Group змагається, щоб випити апельсиновий Mirinda і святкує вдалий напій з відкритим ротом вигуком «Mirindaaaa». Також у Мексиці Мірінда запустила кампанію аніме-серіалу «Покемон», націленого на дітей, з просуванням гаджетів із персонажами манги.
Рекламними кампаніями Mirinda займаються стабільні креативні агентства Pepsi, зокрема BBDO та J. Walter Thompson.
Mirinda має хороші продажі в Індії. У ньому використовується «Pagalpanti Bhi Zaruri Hai» («Безумство також потрібне» на хінді) як слоган для продажу, а індійська актриса Асін є послом бренду Mirinda в Індії. Він також запустив кампанію «Ліга Мірінда Пагалпанті» в Індії, щоб об’єднати молодь з усієї країни та поділитися своїми веселими історіями в телевізійних рекламних роликах. Бренд Coca-Cola Fanta є основним конкурентом Mirinda на індійських ринках. Найпопулярніші смаки Міринди в Індії включають апельсин та лайм.
Мірінда регулярно представляє спеціальні видання на тему кіно в Азії. Серед останніх — Бетмен (чорниця) і Супермен (фруктовий пунш). Mirinda також нещодавно випустила новий смак напоїв під назвою Mirinda creme. Вони бувають трьох смаків: манго, малина та лайм.
Мірінда ненадовго була продана в Австралії протягом 1990-х років. У 1990-х роках KFC в Австралії перейшов від Coca-Cola до сімейства безалкогольних напоїв Pepsi. Потім він продав Mirinda Orange і Mirinda Lemon, а потім змінив на Sunkist і Solo, коли австралійський розливник Pepsi отримав права на бренди Schweppes/Dr Pepper. У 2010-х і 2020-х роках сиропи Мірінда були доступні в Big W.
Mirinda більше не продається в Новій Зеландії, замість нього з’явилася нова серія Mountain Dew від PepsiCo зі схожими смаками (Code Red, Live Wire, Pitch Black, Electro Shock і Passionfruit Frenzy). Станом на листопад 2016 року супермаркети Clendon New World і Countdown повертали Мірінду з двома смаками малини та апельсина, але невідомо, чи це було лише для обмеженого продажу чи для постійного офіційного повернення.
Мірінда має довгу історію в багатьох арабських країнах. Продається з кінця 1970-х років. Як і в багатьох інших країнах, Mirinda представлена в різних смаках. Країни Перської затоки та Єгипет є найбільшими ринками для Мірінди.
Mirinda також продається у Франції в арабських магазинах, арабських фаст-фудах, а також у деяких великих французьких арабських гіпермаркетах, таких як Carrefour, Auchan і Geant.

## Цікаві факти
Слово «Mirinda» в перекладі з мови есперанто означає «гідний подиву».